# Lytocarpia howensis
Lytocarpia howensis is een hydroïdpoliep uit de familie Aglaopheniidae. De poliep komt uit het geslacht Lytocarpia. Lytocarpia howensis werd in 1918 voor het eerst wetenschappelijk beschreven door Briggs. 